# Polydontes perplexa
Polydontes perplexa é uma espécie de gastrópode terrestre neotropical da família Pleurodontidae (antes entre os Camaenidae). Foi nomeada por Férussac, com o nome original de Helix perplexa, em 1821. É nativa do Caribe.

## Descrição da concha
Esta espécie apresenta conchas circulares e amarronzadas, quando vistas por cima ou por baixo, com 2.5 centímetros de diâmetro, quando desenvolvidas. São caracterizadas por sua superfície com finas lamelas de crescimento, espiral baixa, cônica e levemente arredondada, formando um ângulo entre a parte superior e inferior da concha, e pela ausência de umbílico. Lábio externo engrossado e de coloração branca, com pequenas projeções dentiformes em seu interior, na base da abertura.

## Distribuição geográfica
Polydontes perplexa é uma espécie endêmica do Caribe, ocorrendo na região de Granada, São Vicente e Granadinas (Pequenas Antilhas). Em 1989 esta espécie era referida como provavelmente extinta.